# Otrokovice (nádraží)
Otrokovice jsou železniční stanice v Otrokovicích ve Zlínském kraji. Leží na trati Přerov–Břeclav, ze které ve stanici odbočuje trať do Vizovic.

## Historie
Ačkoliv byla u Otrokovic trať vedena od roku 1841, železniční stanice byla ve městě zřízena až v roce 1882 (do té doby byly nejbližšími stanicemi Napajedla a Tlumačov). V roce 1886 bylo kolejiště ve stanici rozšířeno na čtyři koleje. Během plánování výstavby trati přes Zlín do Vizovic bylo zprvu uvažováno o napojení na hlavní trať z Napajedel, obec Napajedla však tehdy nemohla investovat do projektu potřebné prostředky, jako železniční uzel tedy byly vybrány Otrokovice. Při této příležitosti vznikla nová budova nádraží (1899), která nabyla své důležitosti po průmyslovém rozvoji Zlína ve 20. a 30. letech 20. století se založením Baťových závodů. V této době byla nedaleko nádraží vystavěna továrna na výrobu pneumatik Baťa (později Continental Barum).
V roce 1953 byla k budově stanice prodloužena trolejbusová linka do Zlína.